# Johannes Fischer (Theologe)
Johannes Fischer (* 1947 in Altötting) ist ein deutscher evangelischer Theologe.

## Leben
Fischer studierte Theologie, Mathematik, Physik und Soziologie in Marburg, Erlangen und Tübingen. Nach dem Vikariat in der Württembergischen Landeskirche, der Assistenz am Institut für Hermeneutik in Tübingen und der Promotion 1982 über Handlungstheorie und theologische Ethik war er von 1984 bis 1990 Gemeindepfarrer. Nach der Habilitation 1988 in Systematischer Theologie mit einer Studie über den Erkenntnischarakter des christlichen Glaubens war er von 1990 bis 1993 Studentenpfarrer an der Universität Stuttgart. Von 1993 bis 1998 war er ordentlicher Professor an der Universität Basel für Systematische Theologie (1997 Umbenennung des Lehrstuhls in Professur für Theologische Ethik/Sozialethik). Von 1998 bis 2012 war er ordentlicher Professor auf dem Lehrstuhl für Theologische Ethik an der Theologischen Fakultät der Universität Zürich und Leiter des Instituts für Sozialethik.

## Schriften (Auswahl)
- Sittlichkeit und Rationalität. Zur Kritik der desengagierten Vernunft. Kohlhammer, Stuttgart 2010, ISBN 978-3-17-021241-1.
- Verstehen statt begründen. Warum es in der Ethik um mehr als nur um Handlungen geht. Kohlhammer, Stuttgart 2012, ISBN 3-17-022334-8.
- Präsenz und Faktizität. Über Moral und Religion. Mohr Siebeck, Tübingen 2019, ISBN 3-16-156885-0.
- Die Zukunft der Ethik. Ein Essay. Mohr Siebeck, Tübingen 2022, ISBN 3-16-161346-5.